# Campyloneurum oxypholis
Campyloneurum oxypholis är en stensöteväxtart som först beskrevs av William Ralph Maxon, och fick sitt nu gällande namn av Ren-Chang Ching. Campyloneurum oxypholis ingår i släktet Campyloneurum och familjen Polypodiaceae. Inga underarter finns listade.